# Greg Holmes (rugbista)
Greg Holmes (nacido en Warwick (Queensland) el 11 de junio de 1983) es un jugador de rugby australiano, que juega de pilier para la selección de rugby de Australia y, actualmente (2015) para los Queensland Reds en el Super Rugby.
Su debut con los Wallabies se produjo en un partido contra la selección de rugby de Francia, celebrado en Marsella el 5 de noviembre de 2005. Formó parte de la selección australiana que participó en la Copa Mundial de Rugby de 2007, y en la que quedó subcampeona de la Copa Mundial de Rugby de 2015. 